# Акасусо, Хосе
Хосе Хавьер «Чучо» Акасусо (исп. José Javier "Chucho" Acasuso; родился 20 октября 1982 года в Посадасе, Аргентина) — аргентинский теннисист; победитель восьми турниров ATP (из них три в одиночном разряде); двукратный обладатель Командного Кубка мира (2002, 2007) в составе национальной сборной Аргентины.

## Общая информация
Хосе Хавьер — один из трёх детей Сельвы Моники и Хосе Андреса Акасусо; его сестру зовут Габриэла, а брата — Хуан Андрес.
Отец впервые познакомил своего сына с теннисом в два года. Маленького Хосе привели в теннисный клуб дедушки. До его двенадцатилетия всячески содействовал занятиям Хосе игрой в баскетбол и футбол, и лишь затем предложил сделать выбор. Любимое покрытие аргентинца — грунт.

## Спортивная карьера
Первые профессиональные турниры на взрослом уровне сыграл в 1999 году. На дебютном в основной сетке турнире ATP-тура он смог сразу же дойти до финала. Произошло это в феврале 2001 года в родной для него Аргентине на турнире в Буэнос-Айресе, где в финале он проиграл бразильцу и № 2 в мире Густаво Куэртену — 1:6, 3:6. В апреле после выигрыша на «челленджере» на Бермудах Акасусо впервые поднялся в первую сотню мирового рейтинга. В том же году он дебютировал на турнирах Большого шлема, сыграв на Открытом чемпионате Франции.
В мае 2002 года Акасусо помог команде Аргентины выиграть Командный кубок мира, а в финале на отказе соперника в третьем сете смог переиграть вторую ракетку мира Марата Сафина. В июле он выиграл первый титул в основном туре, взяв его на турнире в польском Сопоте. В финале он переиграл своего соотечественника Франко Скильяри — 2:6, 6:1, 6:3. Также в этом году Акасусо дошёл до финала ещё на двух турнирах. В Бухаресте Хосе проиграл Давиду Ферреру — 3:6, 2:6, а в Палермо чилийцу Фернандо Гонсалесу — 7:5, 3:6, 1:6. 2002 год он завершил на 41-м месте в рейтинге. За 2003 год лучшим результатом аргентинца стал выход в полуфинал турнира в Бухаресте в сентябре. К концу сезона он потерял место в топ-100.
В 2004 году Акасусо смог улучшить результаты. В феврале он вышел в полуфинал турнира в Буэнос-Айресе и после этого вернулся в первую сотню. Затем он сыграл в полуфинале на турнире в Коста-ду-Сауипе. В июле удалось выиграть первый титул в туре в парном разряде. В паре с бразильцем Флавио Сареттой он победил на турнире в хорватском Умаге. В августе аргентинец сумел выйти в финал турнира в Сопоте, где на этот раз его ждало поражение от испанца Рафаэля Надаля (3:6, 4:6). Менее чем через месяц он выиграл второй титул в карьере — на турнире в Бухаресте, обыграв в финале россиянина Игоря Андреева (6:3, 6:0).
В феврале 2005 года Акасусо вновь вышел в 1/2 финала в Буэнос-Айресе. В апреле на турнире в Барселоне Акасусо обыграл № 3 в мире Марата Сафина и попал в третий раунд. В мае на турнире в Санкт-Пёльтене он вышел в полуфинал. Затем на Открытом чемпионате Франции Акасусо единственный раз в карьере вышел в четвёртый раунд Большого шлема в одиночном разряде. На своим пути среди прочих он обыграл в сложном матче второго раунда третьего в мире Энди Роддика. Их матч закончился только в пятом сете при счёте 8-6 в пользу Акасусо. В июле вместе с земляком Себастьяном Прието Хосе выиграл парный титул в Штутгарте. В августе на турнире в Цинциннати он впервые в карьере вышел в четвертьфинал серии Мастерс. В сентябре В Бухаресте Акасусо взял ещё один парный титул в дуэте с Прието.
В феврале 2006 года Акасусо удалось сделать «победный дубль» на турнире в чилийском Винья-дель-Маре. В одиночном финале он переиграл местного теннисиста Николаса Массу (6:4, 6:3), а в парном разряде выиграл соревнование в команде с Прието. В мае Акасусо хорошо сыграл на мастерсе в Гамбурге, где смог выйти в полуфинал, а во втором раунде разгромил пятую ракетку мира Ивана Любичича (6:2, 6:0). В июле он дошёл до финала на турнире в Штутгарте, где проиграл Давиду Ферреру. В августе удалось выйти в четвертьфинал мастерса в Торонто и после этого на одну неделю смог войти в топ-20 мирового рейтинга. Весь сезон Акасусо выступал в составе сборной Аргентины в Кубке Дэвиса и смог выйти со своей командой в финал (выиграл три одиночных и один парный матч. В матче со сборной России за главный командный кубок он сыграл решающий пятый матч против Марата Сафина, однако смог взять только один сет и победа досталась россиянам.
В августе 2007 года Акасусо третий раз в карьере вышел в финал турнира в Сопоте и второй раз проиграл в нём — на этот раз Томми Робредо (5:7, 0:6). В феврале 2008 года удалось выиграть парный приз турнира в Винья-дель-Маре совместно с Прието. На турнире в Буэнос-Айресе он вышел в одиночный финал, где матч против Давида Налбандяна закончился неудачей (6:3, 6:7, 4:6). На следующем турнире в Акапулько он доиграл до полуфинала. В сентябре он сыграл в полуфинале турнира в Бухаресте. В 2008 году Акасусо второй раз в карьере сыграл в финале Кубка Дэвиса и, как и в финале 2006 года, после его матча соперники (на этот раз сборная Испании и Фернандо Вердаско) стали обладателями Кубка.
В феврале 2009 года Акасусо удалось дойти до финала турнира Винья-дель-Маре, где проиграл чилийцу Фернандо Гонсалесу (1:6, 3:6). На следующих турнирах в Коста-ду-Сауипе, Буэнос-Айресе и Акапулько он доиграл до полуфинала. На Открытом чемпионате Франции с чилийцем Фернандо Гонсалесом он смог выйти в четвертьфинал в парном разряде, однако этот матч они не смогли сыграть, снявшись с турнира. В августе Акасусо неплохо сыграл на харде в Нью-Хэйвене, где он выиграл четыре матча подряд и вышел в полуфинал. На Открытом чемпионате США его результатом стал выход в третий раунд. С 2010 года уровень выступлений Акасусо упал и он упал за пределы топ-100. Последние матчи на профессиональном уровне он сыграл в 2011 году.

## Рейтинг на конец года
| Год  | Одиночный рейтинг | Парный рейтинг |
| 2011 | 255               | 893            |
| 2010 | 253               | 737            |
| 2009 | 51                | 133            |
| 2008 | 48                | 85             |
| 2007 | 65                | 131            |
| 2006 | 27                | 51             |
| 2005 | 40                | 35             |
| 2004 | 67                | 99             |
| 2003 | 101               | 188            |
| 2002 | 41                | 180            |
| 2001 | 86                | 467            |
| 2000 | 175               | 1095           |
| 1999 | 256               | 648            |

## Выступления на турнирах

### Финалы турниров ATP в одиночном разряде (11)

#### Победы (3)
| Легенда                                |
| -------------------------------------- |
| Турниры Большого шлема (0*)            |
| Итоговый турнир ATP (0)                |
| Олимпиада (0)                          |
| ATP Мастерс 1000 (0)                   |
| ATP International Gold / АТР 500 (0+1) |
| ATP International / АТР 250 (3+4)      |

| Титулы по покрытиям | Титулы по месту проведения матчей турнира |
| ------------------- | ----------------------------------------- |
| Хард (0*)           | Зал (0)                                   |
| Грунт (3+5)         | Зал (0)                                   |
| Трава (0)           | Открытый воздух (3+5)                     |
| Ковёр (0)           | Открытый воздух (3+5)                     |

* количество побед в одиночном разряде + количество побед в парном разряде.
| №  | Дата             | Турнир               | Покрытие | Соперник в финале | Счет        |
| 1. | 28 июля 2002     | Сопот, Польша        | Грунт    | Франко Скильяри   | 2-6 6-1 6-3 |
| 2. | 19 сентября 2004 | Бухарест, Румыния    | Грунт    | Игорь Андреев     | 6-3 6-0     |
| 3. | 5 февраля 2006   | Винья-дель-Мар, Чили | Грунт    | Николас Массу     | 6-4 6-3     |

#### Поражения (8)
| №  | Дата             | Турнир                      | Покрытие | Соперник в финале | Счет                   |
| 1. | 25 февраля 2001  | Буэнос-Айрес, Аргентина     | Грунт    | Густаво Куэртен   | 1-6 3-6                |
| 2. | 15 сентября 2002 | Бухарест, Румыния           | Грунт    | Давид Феррер      | 3-6 2-6                |
| 3. | 29 сентября 2002 | Палермо, Италия             | Грунт    | Фернандо Гонсалес | 7-5 3-6 1-6            |
| 4. | 15 августа 2004  | Сопот, Польша               | Грунт    | Рафаэль Надаль    | 3-6 4-6                |
| 5. | 23 июля 2006     | Штутгарт, Германия          | Грунт    | Давид Феррер      | 4-6 6-3 7-6(3) 5-7 4-6 |
| 6. | 5 августа 2007   | Сопот, Польша (2)           | Грунт    | Томми Робредо     | 5-7 1-6                |
| 7. | 24 февраля 2008  | Буэнос-Айрес, Аргентина (2) | Грунт    | Давид Налбандян   | 6-3 6-7(5) 4-6         |
| 8. | 8 февраля 2009   | Винья-дель-Мар, Чили        | Грунт    | Фернандо Гонсалес | 1-6 3-6                |

### Финалы турнировATPв парном разряде (11)

#### Победы (5)
| №  | Дата             | Турнир                   | Покрытие | Партнёр          | Соперники в финале           | Счёт            |
| 1. | 25 июля 2004     | Умаг, Хорватия           | Грунт    | Флавио Саретта   | Ярослав Левинский Давид Шкох | 4-6 6-2 6-4     |
| 2. | 24 июля 2005     | Штутгарт, Германия       | Грунт    | Себастьян Прието | Томми Робредо Мариано Худ    | 7-6(4) 6-3      |
| 3. | 18 сентября 2005 | Бухарест, Румыния        | Грунт    | Себастьян Прието | Андрей Павел Виктор Ханеску  | 6-3 4-6 6-3     |
| 4. | 5 февраля 2006   | Винья-дель-Мар, Чили     | Грунт    | Себастьян Прието | Франтишек Чермак Леош Фридль | 7-6(2) 6-4      |
| 5. | 3 февраля 2008   | Винья-дель-Мар, Чили (2) | Грунт    | Себастьян Прието | Максимо Гонсалес Хуан Монако | 6-1 3-0 — отказ |

#### Поражения (6)
| №  | Дата             | Турнир                    | Покрытие | Партнёр               | Соперники в финале             | Счёт           |
| 1. | 18 июля 2004     | Амерсфорт, Нидерланды     | Грунт    | Луис Орна             | Ярослав Левинский Давид Шкох   | 0-6 6-2 5-7    |
| 2. | 19 сентября 2004 | Бухарест, Румыния         | Грунт    | Оскар Эрнандес        | Лукас Арнольд Кер Мариано Худ  | 6-7(5) 1-6     |
| 3. | 13 февраля 2005  | Буэнос-Айрес, Аргентина   | Грунт    | Себастьян Прието      | Леош Фридль Франтишек Чермак   | 2-6 5-7        |
| 4. | 19 февраля 2005  | Коста-ду-Сауипе, Бразилия | Грунт    | Игнасио Гонсалес Кинг | Леош Фридль Франтишек Чермак   | 4-6 4-6        |
| 5. | 10 июля 2005     | Бостад, Швеция            | Грунт    | Себастьян Прието      | Йонас Бьоркман Йоаким Юханссон | 2-6 3-6        |
| 6. | 9 октября 2005   | Мец, Франция              | Хард(i)  | Себастьян Прието      | Микаэль Льодра Фабрис Санторо  | 2-5 5-3 4-5(4) |

### Финалы командных турниров (4)

#### Победы (2)
| №  | Год  | Турнир               | Команда                                                     | Соперник в финале                              | Счёт |
| 1. | 2002 | Командный Кубок мира | Аргентина · Х. Акасусо, Л. Арнольд Кер, Г. Каньяс, Г. Этлис | Россия · Е. Кафельников, М. Сафин, А. Черкасов | 3-0  |
| 2. | 2007 | Командный Кубок мира | Аргентина · Х. Акасусо, А. Кальери, Х. И. Чела, С. Прието   | Чехия · Т. Бердых, М. Дамм, Я. Гайек           | 2-1  |

#### Поражения (2)
| №  | Год  | Турнир       | Команда                                                          | Соперник в финале                          | Счёт |
| 1. | 2006 | Кубок Дэвиса | Аргентина Х. Акасусо, А. Кальери, Д. Налбандян, Х. И. Чела       | Россия Н. Давыденко, М. Сафин, Д. Турсунов | 2-3  |
| 2. | 2008 | Кубок Дэвиса | Аргентина Х. Акасусо, Х. М. Дель Потро, А. Кальери, Д. Налбандян | Испания Ф. Вердаско, Ф. Лопес, Д. Феррер   | 1-3  |

## История выступлений на турнирах
| Турнир                       | 2000          | 2001          | 2002          | 2003          | 2004          | 2005          | 2006          | 2007          | 2008          | 2009                    | 2010                    | 2011                    | Итог   | В/П за карьеру |
| ---------------------------- | ------------- | ------------- | ------------- | ------------- | ------------- | ------------- | ------------- | ------------- | ------------- | ----------------------- | ----------------------- | ----------------------- | ------ | -------------- |
| Турниры Большого шлема       |               |               |               |               |               |               |               |               |               |                         |                         |                         |        |                |
| Открытый чемпионат Австралии | -             | -             | 2P            | 2P            | 1P            | 1P            | 1P            | 1P            | 1P            | -                       | 1Р                      | -                       | 0 / 8  | 2-8            |
| Открытый чемпионат Франции   | К             | 2P            | 1P            | 1P            | -             | 4Р            | 2Р            | 1Р            | 2Р            | 2Р                      | К                       | К                       | 0 / 8  | 7-8            |
| Уимблдонский турнир          | -             | 1P            | 1P            | 1P            | 1P            | 1P            | -             | -             | -             | 1P                      | -                       | -                       | 0 / 6  | 0-6            |
| Открытый чемпионат США       | -             | 1P            | 1P            | 1P            | 1P            | 2P            | 1P            | 2P            | 2P            | 3P                      | -                       | -                       | 0 / 9  | 5-9            |
| Итог                         | 0 / 0         | 0 / 3         | 0 / 4         | 0 / 4         | 0 / 3         | 0 / 4         | 0 / 3         | 0 / 3         | 0 / 3         | 0 / 3                   | 0 / 1                   | 0 / 0                   | 0 / 31 |                |
| В/П в сезоне                 | 0-0           | 1-3           | 1-4           | 1-4           | 0-3           | 4-4           | 1-3           | 1-3           | 2-3           | 3-3                     | 0-1                     | 0-0                     |        | 14-31          |
| Турниры Мастерс              |               |               |               |               |               |               |               |               |               |                         |                         |                         |        |                |
| Индиан-Уэллc                 | -             | -             | К             | 1Р            | -             | 1Р            | 2Р            | 3Р            | 1Р            | 1Р                      | -                       | -                       | 0 / 6  | 3-6            |
| Майами                       | -             | -             | 1Р            | 2Р            | К             | 2Р            | 2Р            | 2Р            | 4Р            | 1Р                      | -                       | -                       | 0 / 7  | 6-7            |
| Монте-Карло                  | -             | -             | К             | 1Р            | -             | К             | 2Р            | 1Р            | 1Р            | 1Р                      | -                       | -                       | 0 / 5  | 1-5            |
| Гамбург                      | -             | -             | -             | -             | -             | -             | 1/2           | 3Р            | 2Р            | Не турнир серии Мастерс | Не турнир серии Мастерс | Не турнир серии Мастерс | 0 / 3  | 7-3            |
| Мадрид                       | Не проводился | Не проводился | 2Р            | -             | К             | 3Р            | 1Р            | -             | К             | 1Р                      | -                       | -                       | 0 / 4  | 2-4            |
| Рим                          | -             | -             | 1Р            | -             | -             | -             | 2Р            | 3Р            | 2Р            | 1Р                      | -                       | -                       | 0 / 5  | 4-5            |
| Торонто/Монреаль             | -             | -             | -             | 2Р            | -             | 1Р            | 1/4           | -             | 3Р            | -                       | -                       | -                       | 0 / 4  | 6-4            |
| Цинциннати                   | -             | -             | -             | 1Р            | -             | 1/4           | 1Р            | -             | 2Р            | 2Р                      | -                       | -                       | 0 / 5  | 5-5            |
| Шанхай                       | Не проводился | Не проводился | Не проводился | Не проводился | Не проводился | Не проводился | Не проводился | Не проводился | Не проводился | 1Р                      | -                       | -                       | 0 / 1  | 0-1            |
| Париж                        | -             | -             | К             | -             | -             | -             | 1Р            | К             | -             | -                       | -                       | -                       | 0 / 1  | 0-1            |
| Статистика за карьеру        |               |               |               |               |               |               |               |               |               |                         |                         |                         |        |                |
| Проведено финалов            | 0             | 1             | 3             | 0             | 2             | 0             | 2             | 1             | 1             | 1                       | 0                       | 0                       |        | 11             |
| Выиграно турниров АТП        | 0             | 0             | 1             | 0             | 1             | 0             | 1             | 0             | 0             | 0                       | 0                       | 0                       |        | 3              |
| В/П: всего                   | 0-0           | 8-12          | 23-19         | 11-19         | 18-16         | 27-26         | 33-21         | 22-19         | 27-26         | 21-21                   | 1-3                     | 2-1                     |        | 193-183        |
| Σ % побед                    | 0 %           | 40 %          | 52 %          | 37 %          | 53 %          | 51 %          | 61 %          | 54 %          | 51 %          | 50 %                    | 25 %                    | 67 %                    |        | 51 %           |